# Acrocercops tetradeta
Acrocercops tetradeta là một loài bướm đêm thuộc họ Gracillariidae. Nó được tìm thấy ở Singapore và Ấn Độ (Karnataka và Maharashtra).
Ấu trùng ăn Ixora coccinea. Chúng có thể ăn lá nơi chúng làm tổ.